# Diploclisia
Diploclisia é um género botânico pertencente à família Menispermaceae.

## Espécies
- Diploclisia affinis
- Diploclisia chinensis
- Diploclisia glaucescens
- Diploclisia inclyta
- Diploclisia kunstleri
- Diploclisia lepida
- Diploclisia macrocarpa
- Diploclisia pictinervis